# 광덕3로
광덕3로(Gwangdeok 3-ro)는 경기도 안산시 단원구 초지동 초지초교사거리에서 상록구 이동 붉은섬공원 교차로를 잇는 도로이다.

## 주요 경유지
경기도
- 안산시 단원구 (초지동 . 호수동) - 상록구 (이동)

## 노선 경로
| 이름                 | 접속 노선    | 경유지 | 경유지 | 경유지   | 비고 |
| -------------------- | ------------ | ------ | ------ | -------- | ---- |
| 초지초교삼거리       | 신안산대학로 | 안산시 | 단원구 | 초지동   |      |
| 초지초교사거리       | 초지로       | 안산시 | 단원구 | 초지동   |      |
| 화정12교사거리       | 화정천서로   | 안산시 | 단원구 | 초지동   |      |
| 화정12교             |              | 안산시 | 단원구 | 초지동   |      |
|                      | 호수동       | 안산시 | 단원구 |          |      |
| 대우5차아파트 교차로 | 적금로       | 안산시 | 단원구 |          |      |
| 법원사거리           | 광덕서로     | 안산시 | 단원구 |          |      |
| 문화광장 사거리      | 광덕대로     | 안산시 | 단원구 |          |      |
| 안산6교사거리        | 안산천남로   | 안산시 | 단원구 |          |      |
| 안산11교             |              | 안산시 | 단원구 |          |      |
|                      | 상록구       | 안산시 | 이동   |          |      |
| 송호고교사거리       | 상록구       | 안산시 | 이동   | 항가울로 |      |
| 학현초교사거리       | 상록구       | 안산시 | 이동   | 석호로   |      |
| 붉은섬공원 교차로    | 상록구       | 안산시 | 이동   | 광덕4로  |      |

## 주요건물및 시설
- CU 안산초지타운점 (광덕3로 37/초지동 722-7)
- 세븐일레븐 안산나누리점 (초지로 47/초지동 720)
- 광덕중학교 (광덕3로 48/초지동 723-2)
- 새마을금고 안산새마을금고 본점 (광덕3로 101/고잔동 700-3)
- 본죽&비빔밥 안산고잔네오빌점 (광덕3로 178/고잔동 768-2)
- 우리은행 안산남지점 (광덕3로 178/고잔동 768-2)
- 이마트24 R안산고잔빌리지점 (광덕3로 223/고잔동 742)